# Tiger Woods PGA Tour 2004
Tiger Woods PGA Tour 2004 är ett 2003 golfspel som publicerats av EA Sports. Det släpptes för mobiltelefon, PlayStation 2, GameCube, Xbox, Microsoft Windows, Game Boy Advance och N-Gage. Det var den första som spelade in Game Face-funktionen, där spelaren kan skapa sin egen spelare.